# Jubilee (personaggio)
Jubilee il cui vero nome è Jubilation Lee, è un personaggio dei fumetti creato da Chris Claremont (testi) e Marc Silvestri (disegni), pubblicato dalla Marvel Comics. È apparsa la prima volta in Uncanny X-Men n. 244 nel maggio del 1989. È conosciuta anche come Wondra.

## Biografia del personaggio
Jubilee crebbe a Beverly Hills, in California, fino a quando i suoi genitori vennero uccisi.
Venne affidata ai servizi sociali ma scappò dalle persone che badavano a lei e si rifugiò in un centro commerciale in cui fece dei furti per sopravvivere.
Quando le guardie la sorpresero lei scatenò i suoi poteri mutanti, attirò l'attenzione di un cacciatore ma venne salvata da una squadra di X-Men composta da Tempesta, Rogue, Psylocke e Dazzler.
In seguito si unì agli X-Men e divenne compagna d'avventura di Logan.
Fece parte di Generation X, un gruppo di mutanti della sua età che si addestravano per diventare X-Men.

### Decimation
Quando Wanda Maximoff distrusse i geni mutanti di molte persone anche lei venne colpita.
Lavorò come attivista contro un politico che chiedeva la restrizione dei diritti personali sui mutanti.

### Post-Civil War
Jubilee con il nome in codice di Wondra, e un costume potenziante che le conferisce superforza, è entrata a far parte della nuova formazione dei New Warriors, un gruppo di ribelli contrario alla registrazione. Durante la sua permanenza nel team, Jubilee scopre che Night Thrasher sta usando la squadra per delle sue ragioni personali, tutt'altro che nobili. In seguito gli ex mutanti lasciano la squadra nelle mani dei precedenti ora legati all'Iniziati e Jubilee si stabilisce a San Francisco dove fa la conoscenza di un gruppo di giovani mutanti che le parlano di Utopia, il nuovo rifugio per i mutanti. Jubilee afferma di riconoscersi ancora come mutante ma non si unisce agli X-Men.

## Vampira
In seguito Jubilee è una delle persone che vengono infettate con un virus artificiale da un vampiro attentatore. Il virus produce un cambiamento nella sua fisiologia, portandola a tramutarsi in una vera e propria vampira. Ciò fa parte dei piani del misterioso "Signore dei Vampiri": Xarus, il figlio di Dracula, il quale intende usare Jubilee come esca per attirare gli X-Men e trasformarli in vampiri ai suoi ordini. I mutanti riescono a liberarla ma non ad invertire il processo, lasciando Jubilee a fare i conti con la sua nuova natura. In seguito la ragazza viene presa in custodia dal gruppo dei Perdonati, vampiri che hanno scelto di rinunciare alla loro sete di sangue, che intendono insegnarle a controllare i suoi istinti e i suoi nuovi poteri.
In seguito, Jubilee si trovò a fare l'insegnante alla Scuola per Mutanti di Xavier, prendendo sotto la sua ala i giovani mutanti che sono stati valutati inidonei sia come membri degli X-Men che come ambasciatori dei mutanti per l'umanità. Tra i suoi studenti, figurano  Quentin Quire, Bling!, Nature Girl, Eye-Boy, Benjamin Deeds e Nathaniel Carver.
Alla fine però, Jubilee è tornata definitivamente ad essere una mutante: quando Monet cadde sotto l'influenza del fratello Emplate, lei attaccò la Scuola dei Mutanti e affrontò la stessa Jubilee, strappandole poi il medaglione che utilizzava come protezione dalla luce solare e gettandola fuori dalla scuola. A un passo dall'essere incenerita, Jubilee è stata curata dal suo vampirismo grazie a Quentin Quire, che usò un frammento della forza della Fenice che aveva con sé e che le ha anche ripristinato i poteri originali e riportata alla sua natura mutante.

## Poteri e abilità
Quando i suoi poteri mutanti c'erano ancora, Jubilee poteva generare un'energia esplosiva di varia potenza che si manifestava come dei fuochi di artificio. Con il costume dall'esoscheletro potenziato di Wondra ha una forza sovrumana.
Una volta tramutatasi in vampira, ha acquisito forza e velocità sovrumane e l'abilità di tramutarsi in vapore. Come vampiro, inoltre, è possibile che possa rigenerarsi più velocemente di un essere umano. Questi poteri da vampiri sono stati perduti a favore di quelli mutanti, una volta che è stata curata da Quentin Quire con un frammento di potere della Fenice, nel 2019.

## Altre versioni

### Marvel vs DC
Durante il crossover Marvel contro DC, ebbe un breve flirt con Robin III alias Tim Drake.
È da notare come all'inizio della sua carriera Jubilee avesse un costume con colori molto simili a quelli del "ragazzo meraviglia" della DC, che minacciò di querelare per plagio gli autori; per evitare ciò le diedero degli occhiali fucsia con maglietta in tinta e degli short blu: è per questo motivo che, durante il loro incontro, Jubilee ha espresso più volte a Robin di apprezzare il suo look.
I due personaggi vennero poi fusi nella serie Amalgam dando vita a Passero, la spalla di Dark Claw (il personaggio nato dalla fusione di Wolverine e Batman).

## Altri media

### Cartoni animati
Il personaggio è apparso nelle serie animate Insuperabili X-Men, X-Men: Evolution e X-Men '97; il personaggio è anche comparso in Spider-Man - L'Uomo Ragno.

### Televisione
Jubilee è stata interpretata da Heather McComb nel film per la televisione Generation X.

### Cinema
In X-Men (2000) il personaggio è interpretato da Katrina Florece in un breve cameo. In X-Men 2 (2003) e in X-Men - Conflitto finale (2006) è interpretata da Kea Wong, mentre in X-Men - Apocalisse (2016) appare con il volto di Lana Condor.
Nel film X-Men - Giorni di un futuro passato sarebbe dovuta apparire nel team di Alfiere ma il suo personaggio è stato poi rimosso.